# چیپس سیب

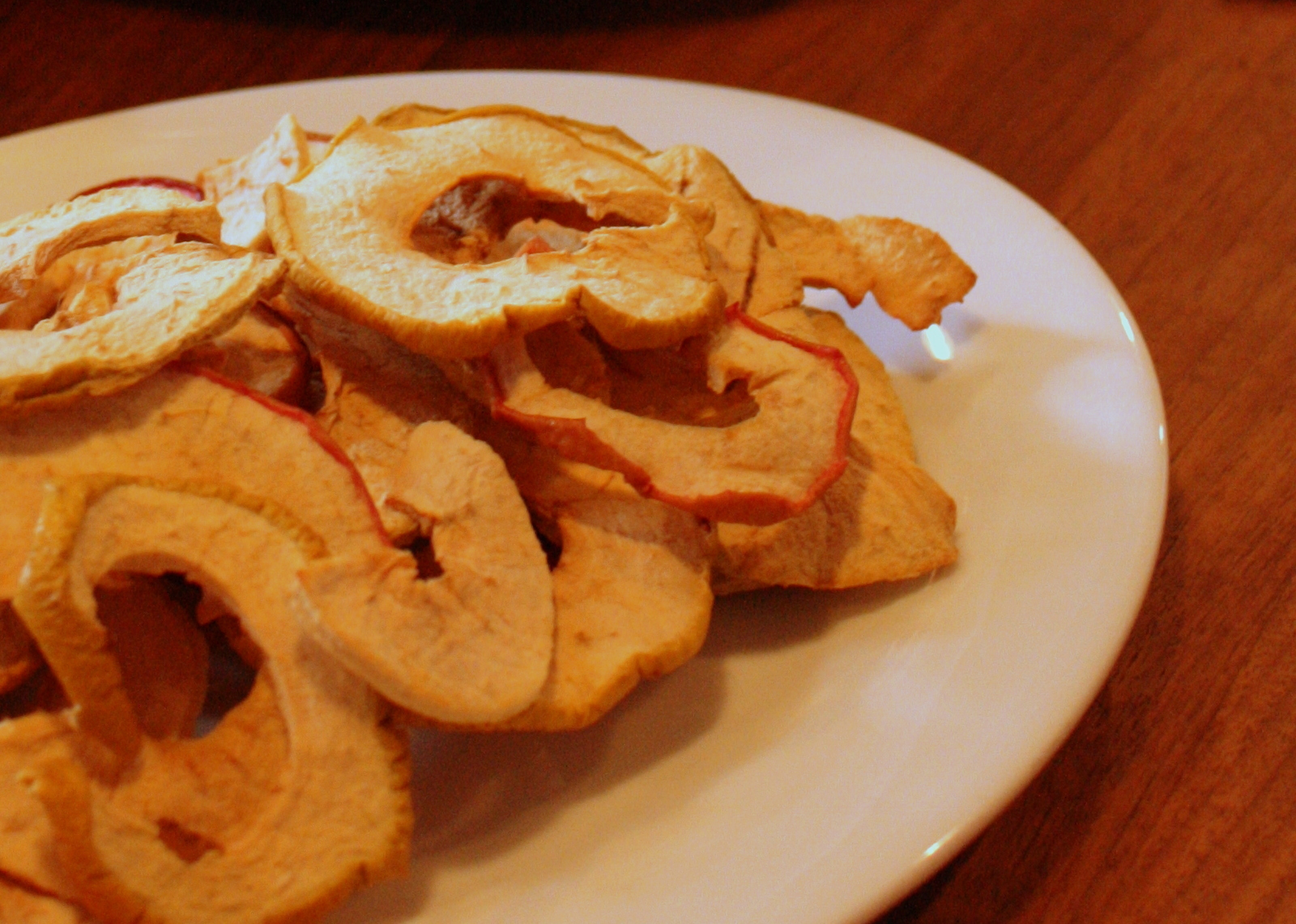
چیپس سیب خشک شده

چیپس سیب (انگلیسی: Apple chip) چیپسی است که با استفاده از سیب تهیه می‌شود. چیپس سیب وقتی کهنه می‌شود، خشک‌تر و تردتر می‌شود. بر خلاف باور مدرن، چیپس سیب هر چه کهنه تر شود، جویدنی تر نمی‌شود، بلکه سفت‌تر می‌شود. چیپس سیب ممکن است با روش‌های سرخ کردن، روغن‌پزی عمیق، سرخ کردن در خلأ، خشک‌کردن یا پختن، تولید شود. چیپس‌های سیب ممکن است بافتی متراکم و ترد داشته باشند یا ممکن است پف کرده و در عین حال ترد باشند. برای تهیه چیپس سیب با بافتی پف کرده و ترد، می‌توان از خشک کردن با خلاء از طریق مایکروویو استفاده کرد. می‌توان از دارچین به عنوان چاشنی و از شکر قنادی به عنوان شیرین کننده استفاده کرد. چیپس سیب ممکن است به عنوان یک تنقلات مصرف شود، و ممکن است با دیپ‌های مختلف و سایر غذاها همراه باشد. چیپس سیب به صورت انبوه در ایالات متحده آمریکا تولید می‌شوند.